# Парадокс Аллє
Парадокс Аллє — один із найперших вдалих прикладів, що ілюстрував неспроможність панівної на той час теорії, яка пояснювала економічну поведінку індивіда — теорії очікуваної корисності, пояснити окремі аспекти поведінки індивіда. Парадокс був виявлений французьким економістом М. Аллє в 1953 році.

## Сутність парадоксу
Парадокс Аллє можна зобразити за допомогою 4 лотерей:

 L1 = (0$,0; 1 млн.$, 1; 3 млн.$, 0)

 L2 = (0$,0.2; 1 млн.$, 0; 3 млн.$, 0.8)

 L3 = (0$,0.8; 1 млн.$, 0.2; 3 млн.$, 0)

 L4 = (0$,0.84; 1 млн.$, 0; 3 млн.$, 0.16)

Між лотереями {\displaystyle L1} та {\displaystyle L2} індивід обирає {\displaystyle L1}, таким чином від уникає ризику обираючи гарантовані 1 млн дол. можливості отримати 3 млн з імовірністю 80 %. В іншому акті вибору між лотереями {\displaystyle L3} та {\displaystyle L4} індивід обирає {\displaystyle L4} і таким чином приймає більший ризик. Виходячи звідси, з цих актів вибору можна зробити висновок, що індивід діє непослідовно, що суперечить положенням теорії очікуваної корисності.